# Онуфрієв Олександр Володимирович
Олександр Володимирович Онуфрієв (15 лютого 2002) — український легкоатлет, що спеціалізується у стрибках з жердиною, чемпіон Європи серед юніорів.

## Виступи на основних міжнародних змаганнях
| Рік  | Чемпіонат                      | Місце проведення | Місце | Результат |
| ---- | ------------------------------ | ---------------- | ----- | --------- |
| 2021 | Чемпіонат Європи серед юніорів | Таллінн, Естонія | 3     | 5,44 м    |
| 2021 | Чемпіонат світу серед юніорів  | Найробі, Кенія   | —     | NM        |